# Сборная Пятигорска
«Сборная Пятигорска» — команда КВН из Пятигорска. Чемпионы Высшей лиги КВН 2004 года. Обладатели главных наград «КиВиН в золотом» музыкального фестиваля КВН «Голосящий КиВиН» 2004 и 2005 года. В 2006 году завоевали Летний кубок КВН. В 2016 году, после 10 лет отсутствия, участники команды вновь собрались вместе на юбилейной игре, посвященной 55-летию КВН, и взяли одну из трех наград — кубок «За находчивость». Затем представители команды появлялись и в 2021 году на юбилейной игре, посвящённой 60-летию КВН в составе сборной "Тот КВН".

## Достижения
- Чемпионы Центральной Слобожанской лиги (2000)
- Полуфиналисты Первой лиги (2001)[1]
- Финалисты Украинской Лиги (2002)
- Серебро Высшей лиги КВН (2003)
- Обладатели Малого КиВиНа в светлом (2003)
- Чемпионы Высшей лиги КВН (2004)
- Обладатели КиВиН в золотом (2004, 2005)
- Обладатели Летнего Кубка КВН (2006)
- Обладатели Юбилейного Кубка «За находчивость» на 55-летии КВН (2016)

## Состав команды
- Семён Слепаков (капитан)
- Елена Борщёва
- Алексей Ляпоров
- Давид Мурадян
- Павел Козмопулос
- Евгений Костиков
- Илья Романко
- Михаил Беляев
- Евгений Голотенко
- Владимир Якубов

## ПостКВН
Семён Слепаков является продюсером проектов канала ТНТ, бывший резидент шоу «Comedy Club» (с 23 апреля 2010 года по 2015, «бард-десятник»).
Елена Борщёва — участница шоу «Comedy Woman» в образе «Елены Хульевны Санты-Марии Герры» (2008—2012).
Алексей Ляпоров – креативный продюсер Comedy Club (с 2012 г.), с 2006 по 2011 годы – один из сценаристов скетчкома «Наша Russia», один из сценаристов фильма «Наша Russia. Яйца судьбы».
Илья Романко – креативный продюсер Comedy Club (с 2018 г.).